# Nupserha sericans
Nupserha sericans är en skalbaggsart som först beskrevs av Bates 1884.  Nupserha sericans ingår i släktet Nupserha och familjen långhorningar. Inga underarter finns listade i Catalogue of Life.